# Tjocknäbbad siska
Tjocknäbbad siska (Spinus barbatus) är en sydamerikansk fågel i familjen finkar inom ordningen tättingar.

## Utseende
Tjocknäbbad siska är en medelstor (12,5–14 cm) gröngul fink som gör skäl för sitt namn med en ovanligt stor näbb. Hanen liknar kapuschongsiskan med svart på huvud och hals, gröngul ovansida (ibland mörkstreckad) och bjärt gul undersida. Den skiljer sig genom att vara gråvit mitt på buken. Honan saknar den svarta huvan och är mer olivgrå i färgerna, undertill ljusare. Båda könen har gult inslag i vingen och något kluven stjärt.

## Utbredning och systematik
Tjocknäbbad siska delas upp i två underarter med följande utbredning:
- Spinus crassirostris amadoni – förekommer i Anderna i sydöstra Peru (Tacna och Puno)
- Spinus crassirostris crassirostris – förekommer i Anderna från södra Bolivia till centrala Chile och nordvästra Argentina

### Släktestillhörighet
Tjocknäbbad siska placerades tidigare i det stora släktet Carduelis, men genetiska studier visar att det är kraftigt parafyletiskt och att typarten steglitsen snarare är närmare släkt med vissa arter i Serinus. Numera bryts därför tjocknäbbad siska liksom övriga amerikanska siskor samt den europeiska och asiatiska grönsiskan ut ur Carduelis och placeras tillsammans med den asiatiska himalayasiskan (tidigare i Serinus) istället till släktet Spinus.

## Levnadssätt
Fågeln hittas på 3000–4000 meters höjd i norr, längre söderut ner till 2100, i Polylepis-skogar och öppet busklandskap.

## Status och hot
Arten har ett stort utbredningsområde och det finns inga tecken på vare sig några substantiella hot eller att populationen minskar. Utifrån dessa kriterier kategoriserar IUCN arten som livskraftig (LC).